# 대구 FC B
대구 FC B(Daegu Football Club B)는 대한민국 대구광역시에 있는 축구 선수단이다. 대구시민프로축구단이 운영하는 남자 U-23 축구단이며, 2008년에 창단되었다.

## 역사
2020년 12월 15일 한국프로축구연맹 제8차 이사회 결과, 2021 시즌부터 K리그 구단들이 ‘프로 B팀’을 운영할 경우 K4 리그에 참가할 수 있도록 하였다. 2022 시즌부터 전북 현대 모터스 B, 대전 하나 시티즌 B와 함께 K4리그 참가에 나서게 되었다.

## 참고 문헌
- “스포츠지원포털 등록 현황”. 대한체육회.
- “KFA 통합경기정보 시스템”. 대한축구협회.
- “K리그 데이터 포털”. 한국프로축구연맹.

## 같이 보기
- 대구 FC